# College Football Championship Game 2015
Match suivant
Le College Football Championship Game 2015 presented by AT&T est un match de football américain de niveau universitaire d'après saison régulière dont les droits de sponsoring du nom sont détenus par la société AT&T organisé par la NCAA (National Collegiate Athletic Association).
Ce match constitue la finale nationale du Championnat NCAA de football américain 2014 de Division 1 FBS et est donc l'aboutissement de la saison 2014 de football américain universitaire.
Il se joue le lundi 12 janvier 2015 et débute à 20 h 33 (ET) (soit le mardi 13 janvier 2015 à 2 h 33, heures françaises). Le match est retransmis en télévision par ESPN et sur ESPN Deportes rassemblant environ 33,4 millions de spectateurs. Le coût pour une retransmission publicitaire de 30 secondes pendant le match a atteint la somme de plus d'1 Million US$.
Il s'agit de la toute 1re édition du College Football Championship Game du College Football Playoff remplaçant le BCS National Championship Game.
Le titre national se joue entre les équipes :
- #4 Ohio State Buckeyes, qualifiée après avoir battu en demi-finale du CFP  l'équipe #1 Alabama, 42 à 35.
- #2 Oregon Ducks, qualifiée après avoir battu en demi-finale du CFP  l'équipe #3 Florida State, 59–20.

Ces équipes sont les vainqueurs des demi-finales jouées le 1er janvier 2015. Celles-ci ont été jouées lors du Rose Bowl 2015 à Pasadena et du Sugar Bowl 2015 à La Nouvelle-Orléans. Les participants à ces demi-finales avaient été sélectionnés par les 13 membres du comité du College Football Playoff et classées de 1 à 4, le premier rencontrant le quatrième et le second rencontrant le troisième,.
Les deux équipes qualifiées se sont rencontrés pour la dernière fois lors du Rose Bowl 2010 (victoire 26 à 17 des Buckeyes). Coïncidence, ces deux équipes avaient également disputé la première finale nationale NCAA de basket-ball en 1939.
Cette finale nationale sera la première depuis 2006 sans aucun représentant de la SEC.
Le 25 mars 2014, la société Dr Pepper annonce qu'elle devient partenaire de l’événement et qu'elle sera le sponsor du nouveau trophée de la finale du College Football Playoff. Le 14 juillet 2014, celui-ci est présenté à la presse dans la ville d'Irving au Texas. Il mesure 26,5 inch de haut (67,31 cm) et pèse 35 pound (15,91 kg),.

## Présentation du match

### Le stade[8]

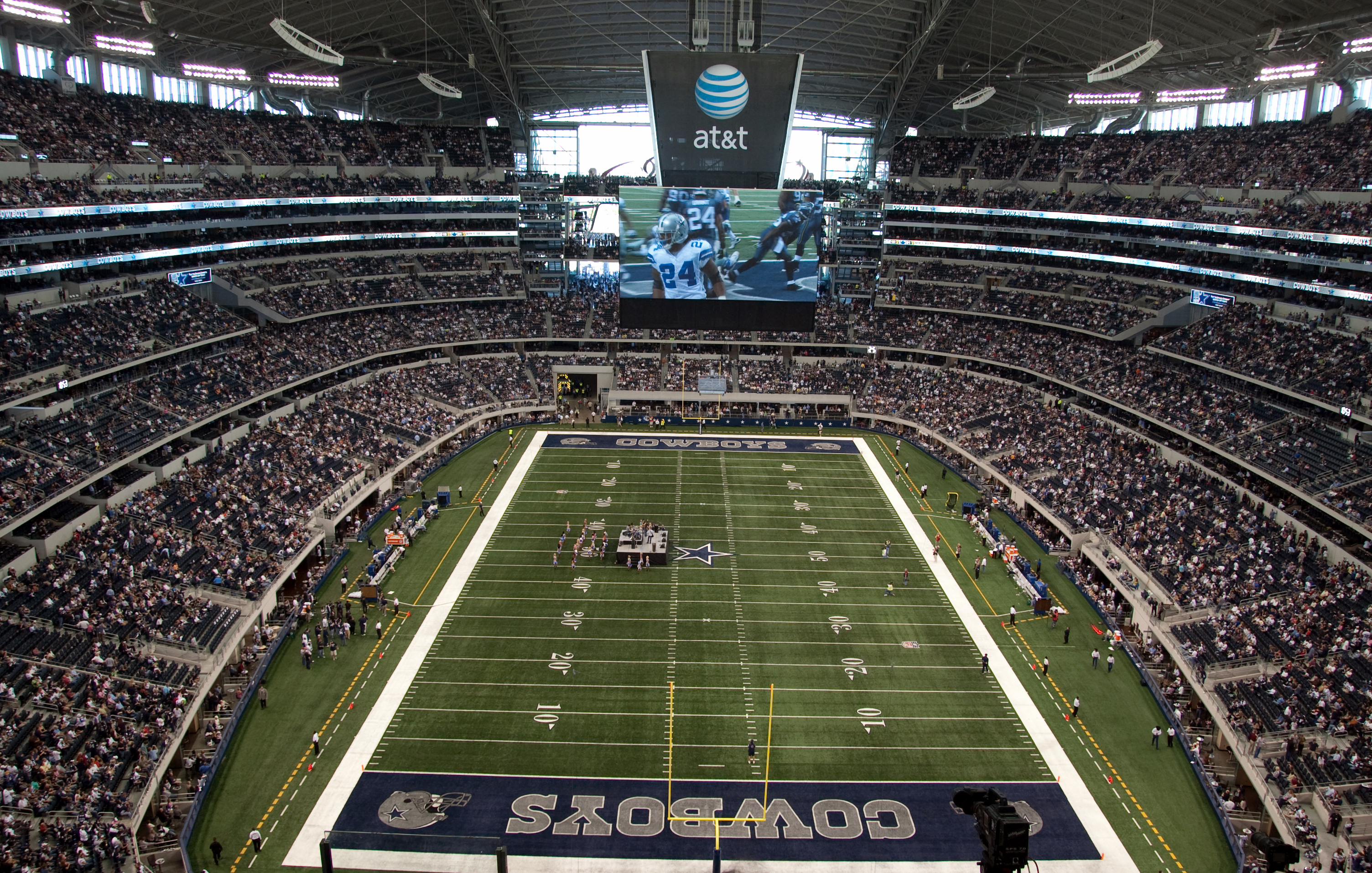
Le stade lors d'un match des Dallas Cowboys

Arlington et Tampa en Floride (Raymond James Stadium) étaient les deux seules villes candidates pour accueillir la première finale du College Football Playoff. En avril 2013, c'est la ville d'Arlington, située dans la banlieue de Dallas, qui est sélectionnée ainsi que son stade l'AT&T Stadium.
Ce stade situé non loin du stade de baseball des Texas Rangers, tire son nom de la compagnie de télécommunications AT&T (puisqu'elle a participé financièrement à sa construction). Il est d'une capacité de 80 000 places mais celle-ci peut être portée à 105 000 places (principalement par des places debout) lors de gros évènement tels le Super Bowl ou la première finale de l’histoire du College Football Playoff. Le stade a accueilli son premier match en 2009 et héberge l'équipe des Dallas Cowboys en NFL.
Le stade a été désigné lors du lancement des playoffs comme le North Texas. Il est considéré comme le plus grand stade couvert du monde, avec plus de 200 loges de luxe et 15 000 places premium (ce qu’on appelle des Club Seats) mais seulement 30 000 places de parking. Son coût total de 1,15 M. US $ en a fait un des stades les plus coûteux à réaliser au monde, doublant presque le budget de base de la construction, estimée à 650 M. US $. L’élément le plus impressionnant lors de son inauguration est l’écran géant, considéré comme le 4e plus grand du monde. Il est suspendu entre les deux lignes de 20 yards du terrain de football et est relativement proche du terrain, dans une structure considérée comme la plus vaste sans poutres de soutènement. Le stade possède également 6 000 toilettes et son restaurant peut servir jusqu'à 40 000 couverts les jours de match.
Chaque équipe, qualifiée pour jouer la finale, recevra 20 000 tickets. Un package pour une place premium coûtera entre 1 899 et 3 899 US $. Ce prix comprend la réservation d'hôtel, le prix du ticket d'entrée, la place de parking, l'accès aux activités d'avant match, et une présence sur le terrain après le match,. Les meilleurs places pour le CFP Championship Game sont vendues au prix de 650 US$ l'unité.
Le stade accueille chaque année le Cowboys Classic, match d'ouverture de la saison de football universitaire.

### La saison 2014 des Ducks de l'Oregon
Emmenés par leur QB vedette Marcus Mariota (vainqueur du trophée Heisman 2014) et par une attaque impressionnante (surnommée la Blur Offense), les Ducks de l'Oregon remportent le titre de conférence Pac-12, sont sélectionnés par le comité de sélection pour jouer le premier College Football Playoff. Ils gagnent la demi-finale au cours du Rose Bowl 2015 en battant les Seminoles de Florida State (champions nationaux en titre et seule équipe invaincue en saison régulière).
L'équipe est dirigée par l'entraîneur principal Mark Helfrich (en).
| Dates                              | Classements CFP | Opposants                       | G-P / Scores | Assistances |
| ---------------------------------- | --------------- | ------------------------------- | ------------ | ----------- |
| 30 août 2014                       | #3              | Coyotes du Dakota du Sud        | G / 62–13    | 57 388      |
| 6 septembre 2014                   | #3              | #7 Spartans de Michigan State   | G / 46–27    | 59 456      |
| 13 septembre 2014                  | #2              | Cowboys du Wyoming              | G / 48–14    | 56 533      |
| 20 septembre 2014                  | #2              | @ Cougars de Washington State   | G / 38–31    | 32 952      |
| 2 octobre 2014                     | #2              | Wildcats de l'Arizona           | P / 24–31    | 56 032      |
| 11 octobre 2014                    | #12             | @ #18 Bruins de l'UCLA          | G / 42–30    | 80 139      |
| 18 octobre 2014                    | #13             | Huskies de Washington           | G / 45-20    | 57 858      |
| 24 octobre 2014                    | #6              | @ Golden Bears de la Californie | G / 59–41    | 55 575      |
| 1er novembre 2014                  | #5              | Cardinal de Stanford            | G / 45–16    | 58 974      |
| 8 novembre 2014                    | #5              | @ #17 Utes de l'Utah            | G / 51–27    | 47 528      |
| 22 novembre 2014                   | #3              | Buffaloes du Colorado           | G / 44–10    | 55 898      |
| 29 novembre 2014                   | #3              | @ Beavers d'Oregon State        | G / 47–19    | 45 722      |
| Finale de conférence Pacific-12    |                 |                                 |              |             |
| 5 décembre 2014                    | #3              | #8 Wildcats de l'Arizona        | G / 51–13    | 45 618      |
| Rose Bowl 2015– Demi-finale du CFP |                 |                                 |              |             |
| 1er janvier 2015                   | #3              | #2 Seminoles de Florida State   | G / 59–20    | 91 322      |

- Sources :[14].

#### Les joueurs clés
- Marcus Mariota, quaterback, 3 773 yards à la passe, 38 TDs, 2 Int. et 669 yards au sol, 14 TDs, vainqueur 2014 du trophée Heisman[15]
- Royce Freeman, running back, 1 343 yards au sol pour 18 TDs en 2014[16]
- Jake Fisher, offensif tackle

### La saison 2014 des Buckeyes d'Ohio State
QB Braxton Miller se blesse pour le reste de la saison lors d'un entrainement au mois d’août (arrachement du cartilage de l’épaule). Il est remplacé par le redshirt freshman QB J.T. Barrett. Celui-ci rassure et les victoires s'enchaînent jusqu'au denier match de saison régulière contre les Wolverines du Michigan. À la suite d'un rude placage sur sa personne, sa cheville se fracture. Quelques jours avant ce match, l'équipe avait du déplorer le suicide de leur OL Kosta Karageorge. L'équipe termine la saison avec un bilan de 11 victoires pour 1 seule défaite.
C'est donc sous le choc de ce décès et avec le troisième quarterback, sophomore QB Cardale Jones, que l'équipe se présente en finale de conférence Big Ten. Ils battent largement les Badgers du Wisconsin (59 à 0) et sont alors invités par le comité de sélection du College Football Playoff à rencontrer en demi-finale les Buckeyes d'Ohio State. À la surprise générale, après un très beau match, ils battent les Buckeyes 42 à 35 et accède à la finale nationale.
L'équipe est entraînée par Urban Meyer.
| Dates                               | Classements CFP | Opposants                       | G-P / Scores   | Assistances |
| ----------------------------------- | --------------- | ------------------------------- | -------------- | ----------- |
| 30 août 2014                        | #5              | @ Midshipmen de la Navy         | G / 34–17      | 57 579      |
| 6 septembre 2014                    | #8              | Hokies de Virginia Tech         | P / 21–35      | 107 517     |
| 13 septembre 2014                   | #22             | Golden Flashes de Kent State    | G / 66–0       | 104 404     |
| 27 septembre 2014                   | #22             | Bearcats de Cincinnati          | G / 50–28      | 108 362     |
| 4 octobre 2014                      | #20             | @ Terrapins du Maryland         | G / 52–24      | 51 802      |
| 18 octobre 2014                     | #13             | Scarlet Knights de Rutgers      | G / 56–17      | 106 795     |
| 25 octobre 2014                     | #13             | @ Nittany Lions de Penn State   | G / 31(2 ET)24 | 107 895     |
| 1er novembre 2014                   | #13             | Fighting Illini de l'Illinois   | G / 55–14      | 106 961     |
| 8 novembre 2014                     | #13             | @ #7 Spartans de Michigan State | G / 49–37      | 76 409      |
| 15 novembre 2014                    | #8              | @ Golden Gophers du Minnesota   | G / 31–24      | 45 778      |
| 22 novembre 2014                    | #7              | Hoosiers de l'Indiana           | G / 42–27      | 101 426     |
| 29 novembre 2014                    | #6              | Wolverines du Michigan          | G / 42–28      | 108 610     |
| Finale de conférence Big Ten        |                 |                                 |                |             |
| 6 décembre 2014                     | #6              | #11 Badgers du Wisconsin        | G / 59–0       | 60 229      |
| Sugar Bowl 2015– Demi-finale du CFP |                 |                                 |                |             |
| 1er janvier 2015                    | #4              | #1 Crimson Tide de l'Alabama    | G / 42–35      | 74 682      |

- Sources :[17]

#### Les joueurs clés
- Cardale Jones, sophomore, quaterback, 500 yards et 4 TDs en deux matchs[18]
- Ezekiel Elliott, sophomore, running back, 1 852 yards au sol et 16 TDs[19]
- Joey Bosa, sophomore, defensif end, 53 plaquages, 20 pour perte et 13.5 sacks[20]

## Joueurs titulaires alignées en début de match[21],[22]
|  |  | Sélectionné lors de la Draft 2015 de la NFL le nombre correspondant au tour de Draft |

| Ohio State          | Postes | Postes | Oregon                       |
| ------------------- | ------ | ------ | ---------------------------- |
| Attaque             |        |        |                              |
| Devin Smith (2)     | WR     | WR     | Byron Marshall               |
| Taylor Decker       | LT     | LT     | Jake Fisher (2)              |
| Billy Price         | LG     | LG     | Hamani Stevens               |
| Jacoby Boren        | C      | C      | Hroniss Grasu (3)            |
| Pat Elflein         | RG     | RG     | Cameron Hunt                 |
| Darryl Baldwin      | RT     | RT     | Tyrell Crosby                |
| Jeff Heuerman (3)   | TE     | TE     | Evan Baylis                  |
| Evan Spencer (6)    | WR     | WR     | Dwayne Stanford              |
| Cardale Jones       | QB     | QB     | Marcus Mariota (1)           |
| Ezekiel Elliott     | RB     | RB     | Royce Freeman                |
| Défense             |        |        |                              |
| Joey Bosa           | LDE    | DE     | Arik Armstead (1)            |
| Michael Bennett (6) | DT     | NG     | Alex Balducci                |
| Adolphus Washington | DT     | DE     | DeForest Buckner             |
| Steve Miller        | RDE    | OLB    | Tony Washington (linebacker) |
| Darron Lee          | SLB    | ILB    | Rodney Hardrick              |
| Curtis Grant        | MLB    | ILB    | Joe Walker                   |
| Joshua Perry        | WLB    | OLB    | Tyson Coleman                |
| Doran Grant (4)     | CB     | CB     | Chris Seisay                 |
| Eli Apple           | CB     | CB     | Troy Hill                    |
| Vonn Bell           | S      | S      | Erick Dargan                 |
| Tyvis Powell        | S      | S      | Reggie Daniels               |

## Résumé du match
| Équipes | Conférences | Entraîneurs        | Stats. saison rég. |
| --- | ----------- | ------------------ | ------------------ |
| (#4) Buckeyes d'Ohio State | Big Ten     | Urban Meyer        | 13-1               |
| (#2) Ducks de l'Oregon | Pac-12      | Mark Helfrich (en) | 13-1               |
| Arbitre : Greg Burks (Big 12) Conditions météorologiques : Stade couvert fermé (22 °C) Début du match à 20 h 33, fin à 00 h 10 (durée du match, 3 h 37 min) |             |                    |                    |

| QT                           | Temps                        | Drive                        | Drive                        | Drive                        | Équipe                       | Description de l'action | Score | Score |
| ---------------------------- | ---------------------------- | ---------------------------- | ---------------------------- | ---------------------------- | ---------------------------- | --- | ----- | ----- |
| QT                           | Temps                        | Jeux                         | Yards                        | TDP                          | Équipe                       | Description de l'action | ORE   | OSU   |
| 1                            | 12:21                        | 11                           | 75                           | 02:39                        | ORE                          | TD par WR Keanon Lowe à la suite d'une réception de passe de 7 yards de QB Marcus Mariota + 1 pt de conversion par kicker Aidan Schneider                                                       | 7     | 0     |
| 1                            | 04:36                        | 10                           | 97                           | 03:16                        | OSU                          | TD à la suite d'une course de 33 yards par RB Ezekiel Elliott + 1 pt de conversion par kicker Sean Nuernberger                                                                                  | 7     | 7     |
| 1                            | 01:08                        | 4                            | 46                           | 01:27                        | OSU                          | TD par TE Nick Vannett à la suite d'une réception d'une passe d'1 yard de QB Cardale Jones + 1 pt de conversion par kicker Sean Nuernberger                                                     | 7     | 14    |
| 2                            | 04:49                        | 6                            | 49                           | 02:16                        | OSU                          | TD à la suite d'une course d'1 yard de QB Cardale Jones + 1 pt de conversion par kicker Sean Nuernberger                                                                                        | 7     | 21    |
| 2                            | 00:48                        | 12                           | 66                           | 04:01                        | ORE                          | FG de 26 yards par kicker Aidan Schneider | 10    | 21    |
|                              |                              |                              |                              |                              |                              | |       |       |
| 3                            | 11:23                        | 1                            | 70                           | 00:10                        | ORE                          | TD de 70 yards par RB Byron Marshall à la suite d'une course de 40 yards faisant suite à la réception d'une passe 30 yards de QB Marcus Mariota + 1 pt de conversion par kicker Aidan Schneider | 17    | 21    |
| 3                            | 06:39                        | 6                            | 17                           | 01:42                        | ORE                          | FG de 23 yards par kicker Aidan Schneider | 20    | 21    |
| 3                            | 00:00                        | 12                           | 75                           | 06:39                        | OSU                          | TD à la suite d'une course de 9 yards par RB Ezekiel Elliott + 1 pt de conversion par kicker Sean Nuernberger                                                                                   | 20    | 28    |
| 4                            | 09:44                        | 9                            | 76                           | 04:13                        | OSU                          | TD à la suite d'une course de 2 yards par RB Ezekiel Elliott + 1 pt de conversion par kicker Sean Nuernberger                                                                                   | 20    | 35    |
| 4                            | 00:28                        | 5                            | 14                           | 02:17                        | OSU                          | TD à la suite d'une course d'1 yard par RB Ezekiel Elliott + 1 pt de conversion par kicker Sean Nuernberger                                                                                     | 20    | 42    |
| "TDP" = temps de possession. | "TDP" = temps de possession. | "TDP" = temps de possession. | "TDP" = temps de possession. | "TDP" = temps de possession. | "TDP" = temps de possession. | "TDP" = temps de possession. | 20    | 42    |

Il est à signaler que quelques incidents se sont déroulés après le match dans la ville de Columbus (Ohio) envahie par les supporters de l'équipe locale désireux de fêter la victoire. Certains fans auraient démoli un des poteaux d'en-but du stade d'Ohio State alors que plus de 40 incendies étaient signalés en ville. La Police de Columbus a même du utiliser les gaz lacrymogènes pour disperser les fauteurs de trouble.

## Statistiques
| Système | Nom             | Équipe | Numéros               | Postes |
| ------- | --------------- | ------ | --------------------- | ------ |
| Attaque | Ezekiel Elliott | # 15   | Buckeyes d'Ohio State | RB     |
| Défense | Tyvis Powell    | # 23   | Buckeyes d'Ohio State | S      |

| Statistiques                           | ORE                       | OSU                       |
| -------------------------------------- | ------------------------- | ------------------------- |
| 1er downs                              | 20                        | 28                        |
| Conversion de 3e Down                  | 2/12                      | 8/15                      |
| Conversion de 4e Down                  | 0/2                       | 3/3                       |
| Jeux–yards                             | 71 jeux pour 465 yards    | 84 jeux pour 538 yards    |
| Yards à la course                      | 33 courses pour 132 yards | 61 courses pour 296 yards |
| Yards à la passe                       | 333                       | 242                       |
| Passes : Réussies-Tentées-Interceptées | 24/38-1                   | 16/23-1                   |
| Réussite en zone rouge/chances         | 3/4                       | 5/5                       |
| TD                                     | 2                         | 6                         |
| Field Goals                            | 2                         | 0                         |
| Sacks (Nombre-Yards perdus)            | 1                         | 2                         |
| Fumbles (Nombre/Perdus)                | 0                         | 3/3                       |
| Pénalités (Nombre/Yards perdus)        | 10 pour 76 yards perdus   | 5 pour 30 yards perdus    |
| Temps de possession                    | 22:31                     | 37:29                     |

| Quaterbacks         |                 |                                   |
| ORE                 | Marcus Mariota  | 24/37, 333 yards, 2 TDs et 1 Int. |
| OSU                 | Cardale Jones   | 16/23, 242 yards, 1 TD et 1 Int.  |
| Meilleurs Coureurs  |                 |                                   |
| ORE                 | Thomas Tyner    | 12 courses, 62 yards              |
| ORE                 | Marcus Mariota  | 10 courses, 39 yards              |
| OSU                 | Ezekiel Elliott | 36 courses, 246 yards, 4 TDs      |
| OSU                 | Cardale Jones   | 21 courses, 38 yards, 1 TD        |
| Meilleurs Receveurs |                 |                                   |
| ORE                 | Byron Marshall  | 8 réc., 169 yards, 1 TD           |
| ORE                 | Dwayne Stanford | 4 réc., 61 yards                  |
| OSU                 | Corey Smith     | 2 réc., 76 yards                  |
| OSU                 | Michael Thomas  | 4 Réc., 53 yards                  |
| Meilleurs Tacleurs  |                 |                                   |
| ORE                 | Armstead, Arik  | 5 tacles, 4 assistes              |
| OSU                 | Powell, Tyvis   | 5 tacles, 4 assistes              |